# 苏村
苏村（法語：Soues，法語發音：[su]）是法国上法蘭西大區索姆省的一个市镇，属于亚眠区。

## 地理
苏村（49°57'25"N, 2°3'15"E）面积8.64 平方千米，位于法国上法蘭西大區索姆省，该省份为法国北部沿海省份，北起加来海峡省和北部省，西接滨海塞纳省和大西洋英吉利海峡，南至瓦兹省，东临埃纳省。
与苏村接壤的市镇（或旧市镇、城区）包括：克鲁伊-圣皮埃尔、富德里努瓦、索姆河畔昂热斯特、勒梅日、凯努瓦叙艾赖讷。
苏村的时区为UTC+01:00、UTC+02:00（夏令时）。

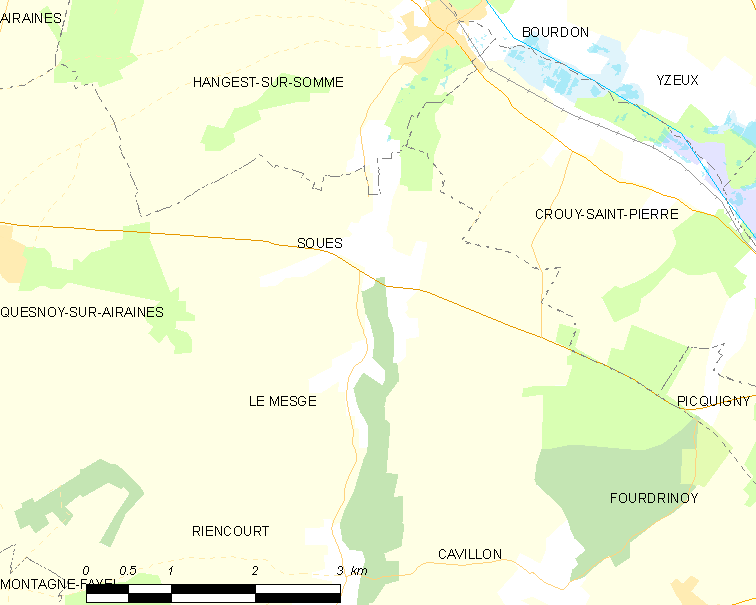
苏村的OSM定位图

## 行政
苏村的邮政编码为80310，INSEE市镇编码为80738。

## 政治
苏村所属的省级选区为索姆河畔阿伊县。

## 人口

1962-2008年间苏村人口变化图示

苏村于2022年1月1日时的人口数量为125人。